# Venceslas Ier d'Opava

Venceslas Ier d'Opava (tchèque : Václav I. Opavský; allemand : Wenzel I. von Troppau; né vers 1362 – 1381) est un membre de la lignée d'Opava de la dynastie tchèque des  Přemyslides. Il fut duc d'Opava de 1367 jusqu'à sa mort.

## Biographie
Venceslas est l'ainé des deux fils nés de l'union du duc Nicolas II et de sa troisième épouse
Judith/Jutta fille du duc Boleslas l'Aîné de Niemodlin (allemand : Falkenberg).
À la mort de son père en 1365 Venceslas Ier et son frère cadet  Przemko Ier sont d'abord placés sous la régence de leur demi-frère germain  Jean Ier, qui était le seul héritier du duché de Ratibor du droit de sa mère, mais aussi corégent du duché d'Opava  du droit de leur père commun.
En 1367, le duché d'Opava (en allemand Troppau) est divisé entre les quatre demi-frères héritiers. En 1377, lorsque Venceslas et Przemko atteignent l'âge adulte, un nouveau partage est réalisé. Jean Ier obtient en sus du duché de Ratibor, le duché de Krnov (en allemand Jägerndorf ) et la seigneurie de Bruntál (en allemand: Freudenthal) ; le duché de Głubczyce (en allemand Leobschütz ) est détaché d'Opava et donné à  Nicolas III d'Opava. Venceslas et Přemysl reçoivent conjointement le reste des domaines d'Opava. Venceslas Ier meurt à l'âge d'environ vingt ans sans héritier en 1381 et son frère Przemko Ier hérite de sa part d'Opava.

## Source de la traduction
- (en) Cet article est partiellement ou en totalité issu de l’article de Wikipédia en anglais intitulé « Wenceslaus I, Duke of Opava » (voir la liste des auteurs).